# Principado episcopal de Lieja
El Principado de Lieja (en latín: Principatus episcopalis Leodiensis; en francés: Principauté de Liège; en valón: Principåté d' Lidje; en neerlandés: Prinsbisdom Luik) era un estado eclesiástico del Sacro Imperio Romano Germánico ubicado en la región de los Países Bajos, y su territorio hoy forma parte de Bélgica. Era un principado-obispado, su gobernador era un príncipe-obispo nombrado por el sacro emperador. Existió desde 980 hasta que los revolucionarios franceses lo abolieron en 1795.

## Historia

### Principado-obispado medieval
La diócesis de los obispos medievales fue, hasta 1559, mucho mayor que el principado que estaba en su poder. Este dominio del príncipe de la Iglesia de Lieja había sido ampliado gradualmente por donaciones y adquisiciones. En el siglo X, los obispos recibieron poder secular sobre el condado de Huy —entonces ya parte de la diócesis—. Notker (972-1008), asegurando la autoridad feudal de Huy, se convirtió a sí mismo en un príncipe soberano. Este estado fue retenido por sus sucesores hasta la Revolución francesa: y a lo largo de ese período de casi ocho siglos el Principado de Lieja logró mantener su autonomía, aunque teóricamente era parte del Sacro Imperio Romano. Esta virtual independencia se debió en gran parte a la capacidad de sus obispos, que en varias ocasiones jugaron un papel importante en la política internacional, estando estratégicamente situado entre Francia y Alemania.
A lo largo de la Edad Media, el principado-obispado se amplió aún más con el señorío de Bouillon en 1096 (cedido a Francia en 1678, que lo había ocupado dos años antes), la adquisición del condado de Loon (Francés: Looz) en 1366 y el condado de Horn (Leudal), por la ejecución del último conde Felipe de Montmorency en 1568.
Además de la capital, sus principales villas eran: Châtelet, Ciney, Couvin,Dinant, Fosses-la-Ville, Thuin, Tongeren, Verviers, Visé y Waremme.
Notker, el fundador del principado, también reconstruyó la catedral de St Lambert, así como el palacio episcopal. También participó en otras actividades de construcción en la ciudad, que floreció bajo su gobierno (las iglesias de San Pablo, San Juan Evangelista, de Sainte-Croix y Saint Denis). Este obispo también fortaleció la organización parroquial de la ciudad. Fue uno de los primeros líderes de la iglesia en difundir la observancia del Día de los Difuntos, que autorizó para su diócesis. Bajo la administración de Notker, y el seguimiento de la labor de Heraclio, las instituciones educativas en Lieja florecieron. Con estos dos obispos (y Wazo) "Las escuelas de Lieja eran, de hecho, en ese momento uno de los focos más brillantes de literatura del período". En el siglo XI la ciudad fue de hecho conocida como la Atenas del Norte. "Lieja durante más de un siglo ocupa entre las naciones una posición en lo que respecta a la ciencia la que nunca se ha recuperado". Los obispos posteriores, Balderic de Looz (1008-1018), Wolbodo (1018-1021), Durando (1021-1025), Reginardo (1025-1038), Nitard (1038-1042), los sabios Wazo y Theodwin (1048-75), valientemente sostuvieron el patrimonio de Notker. Las escuelas formaron muchos estudiosos y teólogos brillantes (como Guillermo de Saint Thierry), y algunos llegaron a ser papas de la Iglesia Católica Esteban IX y Nicolás II. La diócesis también suministró a la Universidad de París médicos importantes —Gerard de Lieja y Godofredo de Fontaines—. Alger de Lieja (1055-1131) fue un intelectual importante de la época. Fue nombrado primer diácono de la iglesia de San Bartolomé y finalmente se retiró al monasterio de Cluny.
Durante el reinado de Enrique de Verdún (1075-1091) se instituyó un tribunal (tribunal de la paix) para prevenir la guerra y hacer cumplir la paz de Dios. Otbert (1091-1119) aumentó el territorio del principado al adquirir el Señorío de Bouillon. Permaneció fiel al emperador Enrique IV, que murió como su invitado. Federico de Namur (1119-1121) fue venerado como un mártir. Durante la administración de Alejandro de Juliers (1128-1134) el papa, el emperador y San Bernardo visitan Lieja. El episcopado de Rodolfo de Zähringen estuvo marcado por la predicación del reformador Lambert le Bègue, a quien se atribuye la fundación de las Béguines.
Alberto de Lovaina fue elegido obispo de Lieja en 1191, pero el emperador Enrique VI, con el pretexto de que la elección era dudosa, nombró a Lotario de Hochstaden. La elección de Alberto fue confirmada por el papa, pero en 1192, poco después de que asumió el cargo, fue asesinado por tres caballeros alemanes en Reims. Es probable que el emperador estuviera al tanto de este asesinato, pero Alberto fue canonizado. En 1195, Albert de Cuyck (1195-1200) reconoció formalmente la franquicia política del pueblo de Lieja. Durante el siglo XII, la catedral capítulo, junto con el obispo, asume un papel más importante en la historia del principado.
Las luchas entre las clases altas y bajas, en las que los príncipes-obispos con frecuencia intervinieron, desarrolladas a través de los siglos XIII y XIV, culminan en el siglo XV con el saqueo y destrucción de la ciudad episcopal. Durante el reinado de Roberto de Thourotte (1240-1246), Santa Juliana —una monja de la abadía de Cornillon— fue dirigida por ciertas visiones en el proyecto de tener una fiesta establecida en honor del Santísimo Sacramento. Después de muchas dudas, el obispo aprobó su idea, pero la muerte impidió que la institución de la fiesta se terminase. La finalización de la obra quedó en manos de un ex Prior de los dominicanos en Lieja, Hugo de Saint-Cher, quien regresó a la ciudad como legado papal. En 1252 Hugo instituyó la fiesta del Santísimo Sacramento como una obligación en toda su diócesis. Juan de Troyes, quien, después de haber sido arcediano en Lieja, fue elegido papa como Urbano IV, alentó a la observancia de la fiesta de Corpus Christi, en toda la Iglesia. Otro archidiácono de Lieja se convirtió en papa con el nombre de Gregorio X y depuso al indigno Enrique de Gueldres (1247-1274). La Paz de Fexhe, firmada en 1316 durante el reinado de Adolfo II de la Marck (1313-1344), regula las relaciones entre el príncipe-obispo y sus súbditos. Sin embargo, la discordia interna continuó y el episcopado de Arnold de Horne (1378-1389) estuvo marcado por el triunfo de la fiesta popular. En 1366, el condado de Loon fue anexado al obispado.

### Borgoña y la influencia de los Habsburgo
A la muerte de Luis II de Flandes, conde de Flandes, en 1384, los Países Bajos comenzaron su unificación en los Países Bajos borgoñones. Aunque el Principado era todavía nominalmente independiente, los duques de Borgoña tuvieron una influencia creciente en su gobierno. Luis de Borbón (1456-1482) ascendió al trono de Lieja por las maquinaciones políticas de Felipe el Bueno, duque de Borgoña. La población se resistió a la regla borgoñona lo que conduce a las guerras de Lieja. La destrucción de Dinant en 1466, y de Lieja en 1468 por Carlos el Temerario, marca el fin de la supremacía democrática en el Principado.
Carlos V completó la unión de las Diecisiete Provincias en la década de 1540, y extraoficialmente también controlaba el principado. El nominado Érard de La Marck (1505-1538) trajo un período de restauración del catolicismo. Erard era un protector ilustrado de las artes. Fue él quien inició la lucha contra los reformadores protestantes, que sus sucesores llevaron adelante, especialmente Gerardo de Groesbeeck (1564-1580). Con el objeto de ayudar en esta lucha, Pablo IV, por Bula (Súper Universi, 12 de mayo de 1559), creó nuevos obispados en los Países Bajos. Los nuevos obispados fueron creados en gran medida a expensas de la diócesis de Lieja; muchas de sus parroquias fueron entregados a las diócesis de Roermond, 's-Hertogenbosch y Namur, o se añadieron a las diócesis existentes de Malinas y Amberes. El número de decanatos de la diócesis de Lieja se redujo a 13.
En 1568 durante los inicios de la revuelta neerlandesa, el obispado fue invadido por las fuerzas de Guillermo de Orange, siendo derrotados por las tropas liejanas, manteniendo su independencia.
Lieja formó el último eslabón de la cadena de aliados de los Habsburgo que conformaban el llamado Camino Español, un corredor militar entre la Lombardía Española y los Países Bajos españoles. Completamente rodeada por territorio español, Lieja fue protegida por los tratados de neutralidad que permitieron el paso de tropas españolas a través del territorio del príncipe-obispo siempre que pasaran menos de dos noches en un solo lugar. La importancia del principado-obispado para los Habsburgo en logística militar en la guerra de los Ochenta Años provocó la intervención española para frustrar una invasión holandesa en 1595, cuando recuperaron el castillo y la ciudad de Huy el 30 de marzo.
La mayor parte de los obispos en el siglo XVII fueron extranjeros. Sus frecuentes ausencias se terminaron con Maximiliano Enrique de Baviera (arzobispo de Colonia, 1650-1688) que las puso fin por el Edicto de 1681. A mediados del siglo XVIII las ideas de los enciclopedistas franceses comenzaron a ser recibidas en Lieja; Francisco-Carlos de Velbrück (1772-1784), animó a su propagación y así preparó el camino para la Revolución liejana. Parcialmente conectada con la Revolución francesa, una protesta contra el dominio absolutista del príncipe obispo César-Constantino-Francisco de Hoensbroeck se desarrolló en 1789, esta se conoció como Revolución en Lieja. A principios de 1791, la revolución fue aplastada por las tropas bajo las órdenes del Sacro Imperio Romano.
El principado-obispado se disolvió en 1795, cuando fue anexada por Francia tras su victoria en la batalla de Fleurus (1794). Su territorio se dividió en los departamentos de Mosa-inférieure, Ourthe y Sambre-et-Meuse. Con la derrota de Napoleón y el Congreso de Viena en 1815 las tierras del antiguo principado pasaron a formar parte del Reino Unido de los Países Bajos, una vez producida la Revolución belga en 1830 pasó a formar parte de Bélgica.